# NGC 6382
NGC 6382 é uma galáxia espiral (S) localizada na direcção da constelação de Draco. Possui uma declinação de +56° 52' 08" e uma ascensão recta de 17 horas, 27 minutos e 55,2 segundos.
A galáxia NGC 6382 foi descoberta em 2 de Junho de 1883 por Edward D. Swift.